# Tongoloa silaifolia
Tongoloa silaifolia är en flockblommig växtart som först beskrevs av H.Boissieu, och fick sitt nu gällande namn av H.Wolff. Tongoloa silaifolia ingår i släktet Tongoloa och familjen flockblommiga växter. Inga underarter finns listade i Catalogue of Life.